# Скобельцын, Дмитрий Владимирович
Дми́трий Влади́мирович Скобельцы́н (12 [24] ноября 1892, Петербург — 16 ноября 1990) — советский физик-экспериментатор, специалист в области космических излучений и физики высоких энергий. Академик АН СССР (1946), Герой Социалистического Труда (1969), лауреат Сталинской (1951) и Ленинской (1982) премий.

## Биография
Родился в 1892 году в Санкт-Петербурге. Сын физика В. В. Скобельцына. Окончил Тенишевское училище (1910) в 1910—1911 годах студент Санкт-Петербургского политехнического института, и окончил Петроградский университет (1915).
Научную деятельность начал с изучения эффекта Комптона в лабораториях Петроградского университета и Политехнического института (1916—1937). Работал в ленинградском Физико-техническом институте (1925—1939) и Парижской лаборатории Марии Склодовской-Кюри (1929—1931).
Переехав в 1938 году из Ленинграда в Москву, возглавил в ФИАНе лабораторию атомного ядра. Профессор Московского государственного университета им. М. В. Ломоносова с 1940 года. Весной 1946 года приступил к чтению лекций по курсу «Радиоактивный распад и ядерные реакции» для студентов кафедры «Строение вещества».
Работы в области ядерной физики особенно активно развернулись в Московском университете после создания при физическом факультете по решению Совнаркома СССР от 28 января 1946 года нового учебно-научного центра. С инициативой организации центра выступили И. В. Курчатов и Д. В. Скобельцын. Центр предназначался для подготовки специалистов по ядерной физике для работ по советскому атомному проекту, в котором учёба должна быть связана с научной работой на собственной научно-исследовательской базе. Сначала он назывался «Второй научно-исследовательский физический институт МГУ» (НИФИ-2). В 1957 году был переименован в научно-исследовательский институт ядерной физики МГУ (НИИЯФ). В 1993 году институту было присвоено имя его основателя академика Д. В. Скобельцына.
В мае 1946 года Скобельцын, по распоряжению Совета Министров СССР, был командирован в Нью-Йорк ответственным референтом Советского представительства в Комиссии Объединённых Наций по контролю над атомной энергией. Пребывал ответственным референтом в ООН вплоть до 1948 года.
В 1948—1960 годах — директор НИИЯФ МГУ (НИИЯФ МГУ). Директор Физического института им. П. Н. Лебедева РАН (1951—1972). Член-корреспондент АН СССР (1939). Академик АН СССР (1946). Член-корреспондент Французской Академии наук (1943).
Был одним из академиков АН СССР, подписавших в 1973 году письмо учёных в газету «Правда» с осуждением «поведения академика А. Д. Сахарова». В письме Сахаров обвинялся в том, что он «выступил с рядом заявлений, порочащих государственный строй, внешнюю и внутреннюю политику Советского Союза», а его правозащитную деятельность академики оценивали как «порочащую честь и достоинство советского ученого».
Д. В. Скобельцын похоронен на Новодевичьем кладбище в Москве.

## Научные интересы
Основные труды по физике атомного ядра и физике космических лучей. Первым использовал газовую камеру Вильсона, помещённую в магнитное поле, для количественного исследования Комптон-эффекта и космических лучей. В 1927—1929 годах открыл заряженные частицы космических лучей и установил появление их генетически связанными группами (ливнями), заложив тем самым основы физики частиц высоких энергий. В этих же экспериментах впервые зарегистрировал позитроны, хотя и не смог доказать их природу (что сделал позднее Карл Андерсон). С 1945 года занимался исследованием широких атмосферных ливней космических лучей. Открыл совместно с учениками образование электронно-ядерных ливней и ядерно-каскадный процесс (Сталинская премия, 1951).

## Монографии
- Скобельцын Д. В. Космические лучи, Л. — М., 1936
- Скобельцын Д. В. Парадокс близнецов в теории относительности, — М., 1966

## Награды
- Герой Социалистического Труда (13 марта 1969)
- шесть орденов Ленина (29 октября 1949; 19 сентября 1953; 23 ноября 1962; 13 марта 1969; 2 декабря 1972; 17 сентября 1975)
- орден Октябрьской Революции (24 ноября 1982)[8]
- Орден Трудового Красного знамени (4 ноября 1944) — за выдающиеся заслуги в деле подготовки специалистов для народного хозяйства и культурного строительства
- Орден Трудового Красного Знамени (10 июня 1945)
- медали
- Ленинская премия (1982)[9] — за цикл работ «Исследования первичного космического излучения сверхвысокой энергии» (1947—1980)
- Сталинская премия I степени (1951) — за открытие (1949) и изучение электронно-ядерных ливней и ядерно-каскадного процесса в космических лучах, изложенные в серии статей, опубликованных в журналах «Доклады Академии наук СССР», «Журнал экспериментальной и теоретической физики» и «Вестник Академии наук СССР» (1949—1950)
- Премия имени Д. И. Менделеева АН СССР (1936) — за работы по изучению элементарных частиц
- Золотая медаль имени С. И. Вавилова АН СССР (1952)

## Общественная деятельность
- Депутат Верховного Совета СССР 4—8-го созывов
- В 1950—1955 гг. — Председатель Комитета по Международным Сталинским премиям
- Участник Пагуошского движения учёных за мир

## Память
- Научно-исследовательский институт ядерной физики им. Д. В. Скобельцына МГУ